# Floreanahärmtrast
Floreanahärmtrast (Mimus trifasciatus) är en fågel i familjen härmtrastar inom ordningen tättingar.

## Utseende
Floreanahärmtrasten är en stor (25 cm) och brunaktig tätting. Ovansidan är mörkt brungrå, undersidan vitaktig med tydliga mörka fläckar på bröstsidorna. Den långa och kilformade stjärten har vita spetsar. Näbben är rätt lång och nerböjd. Ögonen är rödbruna. Sången är utdragen och melodisk, utan härmningar.

## Utbredning och systematik
Fågeln förekommer enbart på ön Floreana i Galápagosöarna. Den behandlas som monotypisk, det vill säga att den inte delas in i några underarter.

## Status
IUCN kategoriserar arten som starkt hotad.